# 장 빌라르
장 빌라르(Jean Vilar, 1912년 3월 25일 ~ 1971년 5월 28일)는 프랑스의 연출가 및 배우다.
남프랑스 세이토에서 태어나 샤를 뒬랭의 <리처드 2세>를 보고, 아틀리에 극단의 학교에 들어가 1941년부터 소극단을 결성, 아우구스트 스트린드베리의 <죽음의 무도> <폭풍>, T. S. 엘리엇의 <성당의 암살>로 성공을 거두었다. 그 후는 주로 배우로서 아틀리에 극단에 출연하거나 영화에서 활약했으나 1947년 아비뇽의 연극제를 교황궁(敎皇宮)의 뜰에서 거행했을 때 제라르 필립의 협력을 얻어, 자크 코포의 순수연극과 피르맹 제미에의 제전(祭典)으로서의 연극을 한데 합친 새로운 연출양식에 성공했다.
그 방식을 1951년 이후 지휘를 맡게 된 국립 민중극장에도 적용시켜 몰리에르, 피에르 드 마리보, 윌리엄 셰익스피어 등의 고전에서나 베르톨트 브레히트, T. S. 엘리엇, 안톤 체호프, 숀 오케이시 등의 외국극에서도 흑막을 배경으로 약간의 소도구를 이용한 개성적인 연출을 하였다. 12년간 국립 민중극장에 재임하여 학생이나 젊은 노동자의 인기를 모았으나 1963년 이곳을 떠나 '스칼라 극장'에서 오페라 개혁 등을 뜻하였고, 프랑스 5월 혁명으로 비판을 받은 뒤로는 침묵을 지켰다.